# ليون فورست
ليون فورست (بالإنجليزية: Leon Forrest)‏ (8 يناير 1937 - 6 نوفمبر 1997)؛ روائي أمريكي.